# Vers libre
 (septembre 2021).
Un vers libre est un vers qui n'obéit pas à une structure régulière : ni mètre, ni rimes, ni strophes. De son côté, le vers traditionnel observe un nombre fixe de syllabes par vers et de vers par strophe.
Cependant, le vers libre conserve certaines caractéristiques du vers traditionnel :
- la présence d’alinéas d’une longueur inférieure à la phrase ;
- la présence de majuscules en début de ligne, mais pas toujours ;
- une mise en page laissant respirer les blancs ;
- des séquences de vers de dimensions variables séparées par un saut de ligne ;
- des longueurs métriques variables mais parfois repérables ;
- des effets d’enjambement ;
- des échos sonores ;
- etc.

## Historique
La première utilisation de l'appellation « vers libres » a été faite par Blaise de Vigenère (1523-1596), secrétaire de Henri III, traducteur et (al)chimiste, dans son Psaultier de David Torné en prose mesurée ou vers libres, publié chez Abel L'Angelier, à Paris, en 1588. Dans sa traduction des Psaumes Pénitentiels de David, publiés en 1587 chez le même éditeur, Blaise de Vigenère n'employait que le terme de « Prose mesurée ».

« Il m'a semblé devoir tenir un moyen chemin entredeux ; non du tout destitué de mesures, cadences et nombres, ny du tout astreinct aussi aux loix et reigles estroictes de la Poësie ; n'ayant pas esté le premier en cela, car plusieurs aultres de notre temps s'y sont exercéz, comme pour s'y esgayer et esbattre et par fois reprendre plus à l'aise et en liberté leurs Esprits ; ainsi que l'Arioste en ses Satyres, et feu M. de Ronsard en certaines Odes (Epistre au Roy). »

D'autres l'avaient fait, certes, mais Blaise de Vigenère est le premier à nommer cette forme poétique, trois siècles avant qu'on ne le croit, et à inventer l'appellation de « vers libre ».
Il est donc malaisé d’attribuer la paternité du vers libre à tel ou tel poète. D’aucuns se le réclament d’ailleurs. La « création » de ce (non) procédé métrique prend en réalité forme sous l’impulsion de plusieurs écrivains, eux-mêmes influencés par leurs prédécesseurs, à une époque où la poésie commence à s’affranchir des règles strictes auxquelles elle obéit depuis tant de siècles. Le vers libre apparaît dans un contexte qui fait suite au classicisme et aux Parnassiens (fin du XIXe siècle), il est esquissé par certains, concrétisé par d’autres, et participe surtout à la « modernisation » de la poésie.
Bien avant que n’apparaisse l’appellation commune de « vers libre », la poésie française s’autorisait déjà des libertés métriques. Il s’agissait alors du « vers irrégulier ». Ainsi La Fontaine avait-il choisi ce procédé et en expliquait la raison dans la préface de ses premiers Contes : « L’auteur a voulu éprouver lequel caractère est le plus propre pour rimer des contes. Il a cru que les vers irréguliers ayant un air qui tient beaucoup de la prose, cette manière pourrait sembler la plus naturelle, et par conséquent la meilleure ». C’est aussi le vers de Molière dans l’Amphitryon.
La versification s’était sensiblement assouplie au fil des siècles, avec des auteurs comme Victor Hugo ou Mérimée. On ne confondra cependant pas le vers libre avec le poème en prose, forme utilisée dans le recueil Le Spleen de Paris de Charles Baudelaire (1821-1867). La postérité reconnaîtra surtout à ce poète le mérite d’avoir « annoncé » la poésie moderne, en fondant les bases de ce que l'on appellera plus tard le symbolisme. Cette esquisse de révolution poétique tenait surtout à la nouveauté du style du Spleen de Paris.

On ne doit pas confondre « vers libre » et « prose poétique ». En effet, cette dernière reste de la prose, c'est-à-dire un texte avec des phrases et une ponctuation cohérentes, mais qui se distingue de la prose traditionnelle par un lyrisme plus grand et par le recours à des procédés d’écriture poétique (allitérations, métaphores…). Cette prose poétique avait déjà pris naissance chez Chateaubriand et Aloysius Bertrand, par exemple, mais sera mal accueillie par les grands auteurs romantiques. C’est Baudelaire qui remettra à l’honneur la prose poétique.
Après Baudelaire, vient un jeune poète dont le talent précoce a indiscutablement contribué à la modernisation de la poésie en cette fin de XIXe siècle. Arthur Rimbaud (1854-1891) s’est non seulement illustré dans le style de la prose poétique, mais il a également écrit deux poèmes que beaucoup considèrent comme des vers libres dans ses Illuminations, composées de 1872 à 1875 : « Marines » et « Mouvement ». Un extrait de Marines illustre la forme libérée de Rimbaud :
Marines
Les chars d'argent et de cuivre
Les proues d'acier et d'argent
Battent l'écume,
Soulèvent les souches des ronces
Les courants de la lande,
Et les ornières immenses du reflux,
Filent circulairement vers l'est,
Vers les piliers de la forêt,
Vers les fûts de la jetée,
Dont l'angle est heurté par des tourbillons de lumière.
En 1886 (mai et juin), sont publiées les Illuminations de Rimbaud, dont la lecture bouleverse le poète français Jules Laforgue (1860-1887). Comme sa correspondance l'indique[réf. nécessaire] , ce dernier avait été influencé par la poésie de Gustave Kahn au commencement des années 1880. Laforgue, dont la participation à une modernisation de l’écriture est bien attestée, pratiquait déjà une métrique qui s’affranchissait du vers traditionnel (par l’usage du vers impair notamment et sous l’influence de Verlaine entre autres). Après la lecture de « Marines » et « Mouvement », Laforgue fera évoluer sa poésie jusqu’au vers libre dans ses œuvres posthumes Des Fleurs de bonne volonté (1890) et Derniers vers (1890). Signalons également que Laforgue fit la traduction française du recueil Leaves of Grass de l’américain Walt Whitman (1819-1892), qui écrivait en « blank verse » dès 1856. Voici un extrait de Simple agonie (octobre 1886) :
Oh! que
Devinant l'instant le plus seul de la nature,
Ma mélodie, toute et unique, monte,
Dans le soir et redouble, et fasse tout ce qu'elle peut
Et dise la chose qu'est la chose,
Et retombe, et reprenne,
Et fasse de la peine,
Ô solo de sanglots,
Et reprenne et retombe
Selon la tâche qui lui incombe.
Oh! que ma musique
Se crucifie,
Selon sa photographie
Accoudée et mélancolique!....
Grand ami de Jules Laforgue et directeur de la revue La Vogue dans laquelle seront publiées les Illuminations de Rimbaud en 1886, Gustave Kahn (1859-1936) était un poète symboliste français. Certains le reconnaissent comme auteur du premier recueil de poésie en vers libres, les Palais nomades (1887), recueil qu'il qualifiera lui-même dans la préface de ses Premiers poèmes comme "le livre d'origine du vers libre". S’il n’a pas inventé le vers libre, il s'en est surtout fait le théoricien, en reprenant et développant ce qu'il avait déjà proposé en 1888, dans la Revue indépendante : «L'importance de cette technique nouvelle […], sera de permettre à tout poète de concevoir en lui son vers ou plutôt sa strophe originale, et d'écrire son rythme propre et individuel […] ». Ces explications proposèrent une « officialisation » du vers libre. À cette date, Rimbaud avait déjà écrit « Marines » et « Mouvement » depuis une dizaine d’années.
D'autres artistes ont aussi été crédités d'une influence déterminante dans la création du vers libre : Marie Krysinska qui publia des vers libres dès 1881 et en 1890 Rythmes pittoresques, un recueil en vers libres et Robert de Souza..
Le premier recueil de la polonaise Marie Krysinska, Rythmes pittoresques, rassemble ses poèmes préalablement publiés dans diverses revues en vers ilbre dès 1881. Elle y revendique la maternité du vers libre qu'elle considère comme une découverte immense dans l'histoire de la poésie, entrant en rivalité avec Gustave Kahn, qui, en tant qu’aspirant chef de l’école symboliste, revendique lui aussi ce titre de gloire. Dans l'anthologie Les Muses Françaises  d'Alphone Séché en 1908, elle écrit que le vers libre cherche à "atteindre au plus de beauté expressive possible". En 1934, la poétesse roumaine Hélène Vacaresco, déléguée de la Roumanie à La Société des nations et présidente de l’Académie féminine des lettres, lui consacre une conférence intitulée : « Une créatrice du vers libre ». Rosemonde Gérard la fait figurer parmi ses Muses françaises en 1943. En 1972, Maria Szarama-Swolkieniowa lui consacre un essai en polonais. L’écrivaine italienne Maria Luisa Spaziani la proclame « inventeur du vers libre » dans une conférence présentée lors d’un colloque à Milan en 1992 et dans une série d’émissions qu’elle réalise pour la RAI.
Charles Maurras qualifiera Marie Krysinska  de « Scythe » après lui avoir reconnu en 1890, dans L’Observateur français, l’initiative du vers-libre. Cette musicienne, familière des cercles montmartrois, que son sexe et sa nationalité semblaient a priori exclure du champ littéraire, attira en effet l’attention des milieux littéraires dans les années 1890 en revendiquant la « maternité » du vers-libre. Une telle position avant-gardiste, qui aurait dû lui valoir la reconnaissance ou, du moins, lui permettre de se faire un nom, lui attira l’hostilité des symbolistes, qui lui contestèrent son rôle de précurseur, tout comme celle des « classiques », adversaires des réformes prosodiques. Dans l’historiographie du vers-libre, son nom pâtit du voisinage de Rimbaud, de Verlaine, de Kahn et de Laforgue. Maria Luisa Spaziani, qui lui a consacré un article en 1992, pense qu’elle a été la victime, en tant que femme, d’un travail d’occultation.

Laurence Brogniez écrit que parmi les arguments que Krysinska exploite pour expliquer l’omission dont elle fut l’objet de la part des révolutionnaires du vers-libre, elle met également en avant sa nature féminine : « Une initiative venant d’une femme – avait sans doute décrété le groupe – peut être considérée comme ne venant de nulle part, et tombée de droit dans le domaine public. » Lors de la parution en 1894 du deuxième recueil de Marie Krysinska, Joies errantes, Rachilde qui en fait le compte rendu dans les pages du Mercure de France, semble reconnaître le poids de cet argument :
Depuis longtemps, l’auteur nous affirme qu’il a inventé le vers libre, et pour nouvelle preuve il nous offre une nouvelle série de poèmes très en dehors des règles connues. Pourquoi lui disputer cette gloire ? Le vers libre est un charmant non-sens, un bégayement délicieux et baroque convenant merveilleusement aux femmes poètes dont la paresse instinctive est souvent synonyme de génie. Ce que Jean Moréas (de l’école romane) aura cru trouver en peinant terriblement sur les vieux bouquins de Ronsard et de quelques dictionnaires ignorés, Marie Krysinska ne peut-elle l’avoir découvert aussi en jouant avec les frous-frous de sa jupe, les perles d’un collier, le souvenir d’un rêve ? Je ne vois nul inconvénient à ce qu’une femme pousse la versification jusqu’à sa dernière licence !
À partir de cela, nombreux furent les poètes ayant cultivé cette forme : Stéphane Mallarmé (le poème « Un coup de dés jamais n'abolira le hasard »), Francis Vielé-Griffin, André Salmon, Émile Verhaeren, Paul Claudel, Henri Michaux, Louis Aragon, René Char et beaucoup d’autres.
Mais pour que le vers libre moderne intervienne dans des œuvres majeures il fallut attendre les années 1910 avec Blaise Cendrars (la « Prose du Transsibérien ») et Guillaume Apollinaire (le poème « Zone », qui ouvre Alcools).
Le poème suivant de Paul Éluard est un exemple de vers libres modernes :
Mes mains brûlantes glissent sur les murs glacés
J’ai peu d’espoir de mémoire
Déjà j’ai tout perdu
Je n’ai plus ces maisons de roses pénétrées
Ni les rues ces rameaux de l’arbre le plus vert
Mais les derniers échos de l’aube maternelle
Ont adouci mes jours.
Le livre ouvert (1938-1940).
Le vers libre dans son essor n’a pas pris le monopole de l’écriture poétique. Au XXe siècle, les poètes sont encore très friands des vers à rythmes réguliers, de type alexandrins, et des sonnets et des quatrains : citons Toulet, Aragon, Queneau, Norge, Desnos, William Cliff... D'autres préfèrent les mesures variables de vers "libérés".

## Source
- Le Vers libre dans tous ses états : Histoire et poétique d'une forme (1886-1914), dir. Catherine Boschian-Campaner, Paris, L'Harmattan, 2009, 266 p.  (ISBN 978-2-296-09231-0)